# Presión capilar
La presión capilar es la diferencia de presión a través de la interfase que separa dos fluidos inmiscibles, cuando se ponen en contacto en un medio poroso.
Siempre que dos o más fluidos coexistan en un sistema de tubos capilares, la combinación de la tensión superficial y la curvatura debida a los tubos capilares (tubo capilar) hace que las dos fases experimenten diferentes presiones. A medida que las saturaciones relativas de las fases cambian, se ha encontrado que estas diferencias de presión también cambian. La diferencia entre las presiones de dos fases cualesquiera se define como presión capilar.